# Shinigami bocchan to kuro maid
Shinigami bocchan to kuro maid (死神坊ちゃんと黒メイド Shinigami bocchan to kuro meido, "Thiếu gia Tử thần và Hắc Hầu nữ") là một loạt manga hài lãng mạn được sáng tác bởi Inoue Koharu. Bộ truyện đăng tải lần đầu tiên vào tháng 10 năm 2017 trên tạp chí Sunday Webry của nhà xuất bản Shogakukan. Các chương truyện theo đó được tổng hợp lại và in thành 16 tập tankōbon phát hành từ đầu năm 2018. Một bản chuyển thể anime gồm ba mùa do J.C.Staff sản xuất lên sóng truyền hình Nhật Bản từ tháng 7 năm 2021 đến tháng 6 năm 2024.

## Nội dung
Câu chuyện kể về một vị Thiếu gia xuất thân từ tầng lớp quý tộc. Từ nhỏ, cậu đã hứng chịu phải một lời nguyền rằng mọi loại vật cậu chạm vào đều bị tước đi sự sống. Biết được bí mật này, cậu bị gia đình xa lánh và phải sống đơn độc tại một căn biệt thự nằm sâu trong rừng, nơi chỉ có cô hầu nữ Alice và vị quản gia Rob là đồng ý chung sống với Thiếu gia, để phục vụ cậu trong sinh hoạt hằng ngày. Alice – người bạn thuở nhỏ của Thiếu gia – có tình cảm đặc biệt với cậu nhưng lại bị chia cắt bởi lời nguyền chết chóc kia; chính vì thế, vị Thiếu gia luôn cố gắng tìm cách phá giải lời nguyền để được đến bên cô hầu nữ.

## Nhân vật
Thiếu gia (坊ちゃん Bocchan) / Viktor (ヴィクター Vikutā)
Lồng tiếng bởi: Hanae Natsuki
Thiếu gia có tên thật là Viktor, là con trưởng của một gia đình quý tộc, dính phải một lời nguyền của phù thủy khiến mọi thứ cậu chạm vào đều bị tước đi sự sống. Do vậy, cậu bị gia đình xa lánh và phải sống một mình tại căn biệt thự trong rừng, nơi không ai khác ngoài cô hầu nữ Alice và vị quản gia Rob chung sống với cậu.
Alice Lendrott (アリス・レンドロット Arisu Rendorotto)
Lồng tiếng bởi: Mano Ayumi
Người bạn thuở nhỏ đồng thời là cô hầu nữ giúp việc của Thiếu gia. Dù biết lời nguyền trên người Thiếu gia nguy hiểm, cô vẫn thích trêu đùa Thiếu gia bằng các hành vi gợi tình hài hước để cậu bối rối. Cô luôn mặc bộ váy đầm màu đen.
Rob (ロブ Robu)
Lồng tiếng bởi: Ōtsuka Hōchū
Vị quản gia già của Thiếu gia và là người duy nhất phục vụ cậu cùng với Alice.
Viola (ヴィオラ Viora)
Lồng tiếng bởi: Minase Inori
Cô em gái nhỏ của Thiếu gia. Viola thích những người đàn ông lớn tuổi, đặc biệt là Rob, cô thường ngụy biện cha mẹ đi đến nhà của Thiếu gia chỉ để được gặp Rob.
Walter (ウォルター Uorutā)
Lồng tiếng bởi: Uchida Yuma
Em trai của Thiếu gia, được chọn làm người thừa kế trong gia đình thay anh. Dù vậy, Walter cảm thấy có chút tự ti so với anh trai và luôn cố gắng để có thể vượt mặt Thiếu gia.
Caph (カフ Kafu)
Lồng tiếng bởi: Kuramochi Wakana
Một phù thủy trẻ, bạn của Thiếu gia và Alice. Lửa là thế mạnh trong ma thuật của cô.
Zain (ザイン Zain)
Lồng tiếng bởi: Kamiya Hiroshi
Một phù thủy dạng nửa người nửa chim, có thể hóa thân thành một con quạ trắng nhỏ. Anh là bạn đồng hành cùng Caph. Thời gian là thế mạnh trong ma thuật của anh, do đó anh luôn là mục tiêu cho các phù thủy khác.
Sharon Lendrott (シャロン・レンドロット Sharon Rendorotto)
Lồng tiếng bởi: Inoue Kikuko
Người mẹ của Alice, dù không phải phù thủy nhưng bà có một mối quan hệ với chúng.
Gerbera (ガーベラ)
Lồng tiếng bởi: Ohara Sayaka
Người mẹ của Thiếu gia đã bỏ rơi cậu ngay sau khi cậu dính lời nguyền. Dù vậy, bà vẫn mong vị Thiếu gia có thể phá giải lời nguyền để được về đoàn tụ với gia đình. Bà là người bạn tốt của Sharon.
Daleth
Lồng tiếng bởi: Hikasa Yōko
Thủ lĩnh hiện tại của bầy phù thủy thay thế người tiền nhiệm trước đó là Sade, chị gái của cô. Daleth cũng là người bạn của Thiếu gia và  Alice, luôn tìm cách để giúp Thiếu gia phá giải lời nguyền.
Sade
Thủ lĩnh cũ của bầy phù thủy. Sade được cho là nguyên nhân gây ra lời nguyền của Thiếu gia cho đến cái chết thất thường của Sharon. Có lời đồn đại rằng cô đã chết từ nhiều năm trước nhưng tàn tích ma thuật của cô vẫn hiện diện, đó như một dấu vết cho thấy cô chưa hoàn toàn biến mất.
Zachō (座長)
Lồng tiếng bởi: Mizunaka Masaaki
Chủ rạp xiếc Gemini, anh cũng là chồng Amelia, một nữ phù thủy anh giải cứu nhiều năm về trước.
Amelia (アメリア Ameria)
Lồng tiếng bởi: Ueda Reina
Một nữ phù thủy mang thân hình bạch tuộc, cô là vợ của chủ rạp xiếc Gemini.
Niko
Lồng tiếng bởi: Fujiwara Natsumi
Một phù thủy dính phải lời nguyền bất tử của Sade; ông là hiệu trưởng tại một trường phép thuật của riêng ông.
Ichi
Lồng tiếng bởi: Masako Katsuki
Một nữ phù thủy và là người tình của Niko, bà có tài sử dụng ma thuật nước.
Free
Lồng tiếng bởi: Iwata Mitsuo
Một phù thủy dạy học tại trường phép thuật của Niko, ông là người cực kỳ ngưỡng mộ Niko đến mức ăn mặc như Niko.
1. ↑  Bản gốc tiếng Nhật không nêu rõ tên và chức tước của Thiếu gia

## Truyền thông

### Manga
Shinigami bocchan to kuro maid do Inoue Koharu sáng tác, bao gồm cả phần viết truyện và vẽ hình minh họa. Bộ truyện đăng tải vào ngày 3 tháng 10 năm 2017 và kết thúc vào ngày 17 tháng 5 năm 2022 trên tạp chí manga kĩ thuật số Sunday Webry thuộc nhà xuất bản Shogakukan. Các chương truyện theo đó được tổng hợp lại và xuất bản thành từng tập truyện tankōbon riêng lẻ. Shogakukan đã phát hành khoảng mười sáu tập của truyện tại thị trường Nhật Bản, với tập đầu tiên phát hành từ tháng 1 năm 2018.
Vào tháng 7 năm 2021, Seven Seas Entertainment thông báo sẽ phát hành bản dịch tiếng Anh của truyện tại khu vực Bắc .

#### Các tập truyện
| #  | Ngày phát hành tiếng Nhật | ISBN tiếng Nhật   |
| -- | ------------------------- | ----------------- |
| 1  | 12 tháng 1, 2018          | 978-4-09-128099-2 |
| 2  | 12 tháng 4, 2018          | 978-4-09-128222-4 |
| 3  | 9 tháng 8, 2018           | 978-4-09-128480-8 |
| 4  | 12 tháng 11, 2018         | 978-4-09-128697-0 |
| 5  | 12 tháng 2, 2019          | 978-4-09-128856-1 |
| 6  | 18 tháng 6, 2019          | 978-4-09-129192-9 |
| 7  | 12 tháng 9, 2019          | 978-4-09-129357-2 |
| 8  | 12 tháng 12, 2019         | 978-4-09-129427-2 |
| 9  | 12 tháng 5, 2020          | 978-4-09-850106-9 |
| 10 | 12 tháng 10, 2020         | 978-4-09-850191-5 |
| 11 | 12 tháng 2, 2021          | 978-4-09-850402-2 |
| 12 | 12 tháng 5, 2021          | 978-4-09-850547-0 |
| 13 | 12 tháng 7, 2021          | 978-4-09-850657-6 |
| 14 | 12 tháng 11, 2021         | 978-4-09-850805-1 |
| 15 | 10 tháng 6, 2022          | 978-4-09-851137-2 |
| 16 | 12 tháng 7, 2022          | 978-4-09-851218-8 |

### Anime
Phiên bản chuyển thể anime của bộ truyện được sản xuất bởi J.C.Staff với phần hỗ trợ CGI từ Shogakukan Music & Digital Entertainment. Ban nhân sự gồm Yamakawa Yoshinobu làm đạo diễn, Shirane Hideki biên soạn kịch bản, Kuwabata Michiru thiết kế nhân vật dựa trên hình ảnh từ truyện, Okuda Gen và Watanabe Takeshi soạn phần âm nhạc. Bài hát mở đầu phim là "Mangetsu to silhouette no uoru" (満月とシルエットの夜) do chính hai diễn viên lồng tiếng Hanae Natsuki và Mano Ayumi thể hiện, Yakishin viết lời và Takase Aiko soạn nhạc. Bài hát kết thúc là "Nocturne" (夜想曲), cũng do Mano Ayumi thể hiện, Fujibayashi Shōko viết lời và Yoma soạn nhạc. Bộ anime bắt đầu phát sóng từ ngày 4 tháng 7 năm 2021 đến ngày 19 tháng 9 năm 2021 trên các kênh truyền hình Tokyo MX, BS11 và ytv tại Nhật Bản.
Vào tháng 9 năm 2021, mùa anime thứ hai được công bố và đã phát sóng từ tháng 7 năm 2023. Bài hát mở đầu là "Kimi to Revue" (君とレヴュー) thể hiện bởi Hanae Natsuki và Mano Ayumi, bài hát cuối phim là "Hoshikuzu Requiem" (君とレヴュー) trình bày bởi Nasuo.
Mùa thứ ba lên sóng vào tháng 4 năm 2024. Bài hát mở đầu là "Cinematic Parade" (シネマティックパレード) thể hiện bởi Nasuo, bài hát đoạn kết là "Étoile Mémoire" (エトワールメモワール) trình bày bởi Mano.
Crunchyroll cấp phép phát sóng bộ anime bên ngoài khu vực châu Á. Plus Media Network Asia công chiếu anime tại Đông Á trên kênh Aniplus Asia. Medialink phát hành anime trên kênh YouTube Ani-One Asia với phụ đề tiếng Trung tại Hồng Kông, Đài Loan và Ma Cao (chỉ khả dụng tại các khu vực nói trên). Wakanim được cấp phép phát sóng bộ anime tại Đức, Úc và Thụy Sĩ.

#### Danh sách tập phim
Mùa 1
| Số tập | Tựa đề                                                                          | Đạo diễn           | Biên kịch      | Ngày phát sóng gốc  |
| ------ | ------------------------------------------------------------------------------- | ------------------ | -------------- | ------------------- |
| 01     | "Bocchan to Alice" (坊ちゃんとアリス)                                           | Yamakawa Yoshinobu | Shirane Hideki | 4 tháng 7 năm 2021  |
| 02     | "Bocchan to shitsuji to mayoi neko" (坊ちゃんと執事と迷い猫)                    | Yamakawa Yoshinobu | Shirane Hideki | 11 tháng 7 năm 2021 |
| 03     | "Bocchan to mangetsu no ryūseigun" (坊ちゃんと満月の流星群)                     | Yamakawa Yoshinobu | Shirane Hideki | 18 tháng 7 năm 2021 |
| 04     | "Bocchan to Alice to yuki no kioku" (坊ちゃんとアリスと雪の記憶)                | Yamakawa Yoshinobu | Shirane Hideki | 25 tháng 7 năm 2021 |
| 05     | "Bocchan to karasu to aisu sukēto" (坊ちゃんと烏とアイススケート)               | Yamakawa Yoshinobu | Muramoto Kanae | 1 tháng 8 năm 2021  |
| 06     | "Bocchan to Alice to makai no ichiya" (坊ちゃんとアリスと魔界の一夜)            | Yamakawa Yoshinobu | Shirane Hideki | 8 tháng 7 năm 2021  |
| 07     | "Bocchan to Alice no nandemonai ichinichi" (坊ちゃんとアリスのなんでもない一日) | Yamakawa Yoshinobu | Shirane Hideki | 15 tháng 8 năm 2021 |
| 08     | "Shiroi yuki, kuroi fuku" (白い雪、黒い服)                                      | Yamakawa Yoshinobu | Shirane Hideki | 22 tháng 8 năm 2021 |
| 09     | "Bocchan to Alice to seiya no chikai" (坊ちゃんとアリスと聖夜の誓い)            | Yamakawa Yoshinobu | Shirane Hideki | 29 tháng 8 năm 2021 |
| 10     | "Bocchan to Alice to futari dake no uta" (坊ちゃんとアリスと二人だけの歌)       | Yamakawa Yoshinobu | Shirane Hideki | 5 tháng 9 năm 2021  |
| 11     | "Bocchan to himitsu no mahō" (坊ちゃんと秘密の魔法)                             | Yamakawa Yoshinobu | Shirane Hideki | 12 tháng 9 năm 2021 |
| 12     | "Bocchan to issho ni......" (坊ちゃんと一緒に......)                            | Yamakawa Yoshinobu | Shirane Hideki | 19 tháng 9 năm 2021 |

Mùa 2
| Số tập | Tựa đề                                                                         | Ngày phát sóng gốc  |
| ------ | ------------------------------------------------------------------------------ | ------------------- |
| 13     | "Bocchan to Alice to Mahō no Pool" (坊ちゃんとアリスと魔法のプール)            | 9 tháng 7 năm 2023  |
| 14     | "Bocchan to Golf Nazo no Bishōjo" (坊ちゃんと執事と迷い猫)                     | 16 tháng 7 năm 2023 |
| 15     | "Bocchan to mangetsu no ryūseigun" (坊ちゃんとゴルフと謎の美少女)              | 18 tháng 7 năm 2021 |
| 16     | "Bocchan to Alice no Circus Nyūmon" (坊ちゃんとアリスのサーカス入門)           | 30 tháng 7 năm 2023 |
| 17     | "Cuff to Zain to Kokuhaku to" (カフとザインと告白と)                           | 6 tháng 8 năm 2023  |
| 18     | "Bocchan to Minna no Mainichi" (坊ちゃんとみんなの毎日)                        | 13 tháng 8 năm 2023 |
| 19     | "Bocchan to Alice to Makai no Deai" (坊ちゃんとアリスと魔界の出逢い)           | 20 tháng 8 năm 2023 |
| 20     | "Bocchan to Alice to Kuchidzuke no Mado" (坊ちゃんとアリスと口づけの窓)        | 27 tháng 8 năm 2023 |
| 21     | "Bocchan to Arisu no Futatabime no Kinenbi" (坊ちゃんとアリスの二度目の記念日) | 29 tháng 8 năm 2021 |
| 22     | "Bocchan to Alice to Soratobu Hōki" (坊ちゃんとアリスと空飛ぶほうき)           | 3 tháng 9 năm 2023  |
| 23     | "Bocchan to Alice to Majutsu Gakkō" (ちゃんとアリスと魔術学校)                 | 17 tháng 9 năm 2023 |
| 24     | "Bocchan to Alice to Noroi no Majo" (坊ちゃんとアリスと呪いの魔女)             | 24 tháng 9 năm 2023 |

Mùa 3
| Số tập | Tựa đề                                                                | Đạo diễn           | Biên kịch      | Ngày phát sóng gốc  |
| ------ | --------------------------------------------------------------------- | ------------------ | -------------- | ------------------- |
| 25     | "Bocchan to Alice to Saikai no Haha" (坊ちゃんとアリスと再会の母)     | Yamakawa Yoshinobu | Shirane Hideki | 7 tháng 4 năm 2024  |
| 26     | "Bocchan to Alice to Nazo no Bunshin" (坊ちゃんとアリスと謎の分身)    | Yamakawa Yoshinobu | Ito Mutsumi    | 14 tháng 4 năm 2024 |
| 27     | "Bocchan to Alice to Hahaoya to Hahaoya" (坊ちゃんとアリスと謎の分身) | Yamakawa Yoshinobu | Shirane Hideki | 21 tháng 4 năm 2024 |
| 28     | "Bocchan to Alice to Sade no Koi" (坊ちゃんとアリスとシャーデーの恋)  | Yamakawa Yoshinobu | Shirane Hideki | 28 tháng 4 năm 2024 |
| 29     | "Butō-kai (Zen-pen)" (舞踏会（前編）)                                 | Yamakawa Yoshinobu | Ito Mutsumi    | 5 tháng 5 năm 2024  |
| 30     | "Butō-kai (Kōhen)" (舞踏会（後編）)                                   | Yamakawa Yoshinobu | Shirane Hideki | 12 tháng 5 năm 2024 |
| 31     | "Shūketsu" (集結)                                                     | Yamakawa Yoshinobu | Itō Mitsumi    | 19 tháng 5 năm 2024 |
| 32     | "Settoku" (説得)                                                      | Yamakawa Yoshinobu | Shirane Hideki | 26 tháng 5 năm 2024 |
| 33     | "Kodoku to Madoi" (孤独と惑い)                                        | Yamakawa Yoshinobu | Shirane Hideki | 2 tháng 6 năm 2024  |
| 34     | "Viktor no Mago, Sharon no Musume" (ヴィクトルの孫、シャロンの娘)     | Yamakawa Yoshinobu | Shirane Hideki | 9 tháng 6 năm 2024  |
| 35     | "Tomodachi, Kaiju, Soshite" (友達、解呪、そして)                      | Yamakawa Yoshinobu | Shirane Hideki | 16 tháng 6 năm 2024 |
| 36     | "Shinigami Bocchan to Kuro Maid" (友達、解呪、そして)                 | Yamakawa Yoshinobu | Shirane Hideki | 23 tháng 6 năm 2024 |